# Grammia parthenice
Grammia parthenice is een beervlinder uit de familie van de spinneruilen (Erebidae). De wetenschappelijke naam is gepubliceerd in 1837 door Kirby.